# العلاقات الأمريكية التشيلية
العلاقات الأمريكية التشيلية هي العلاقات الثنائية التي تجمع بين الولايات المتحدة وتشيلي.

## مقارنة بين البلدين
هذه مقارنة عامة ومرجعية للدولتين:
| وجه المقارنة                                              | الولايات المتحدة                                                                                                  | تشيلي                         |
| --------------------------------------------------------- | --- | ----------------------------- |
| المساحة (كم2)                                             | 9.83 مليون | 756.10 ألف                    |
| عدد السكان (نسمة)                                         | 311.58 مليون | 17.37 مليون                   |
| الكثافة السكانية (ن./كم²)                                 | 31.7 | 22.97                         |
| العاصمة                                                   | واشنطن العاصمة | سانتياغو                      |
| اللغة الرسمية                                             | لغة إنجليزية | اللغة الإسبانية               |
| العملة                                                    | دولار أمريكي | بيزو تشيلي، وحدة حساب تشيلية ‏ |
| الناتج المحلي الإجمالي (بليون دولار)                      | 19.39 تريليون | 277.08 مليار                  |
| الناتج المحلي الإجمالي (تعادل القوة الشرائية) بليون دولار | 18.04 تريليون | 419.39 مليار                  |
| الناتج المحلي الإجمالي الاسمي للفرد دولار أمريكي          | 56.12 ألف | 13.42 ألف                     |
| الناتج المحلي الإجمالي للفرد دولار أمريكي                 | 54.63 ألف | 22.07 ألف                     |
| مؤشر التنمية البشرية                                      | 0.920 | 0.832                         |
| رمز المكالمات الدولي                                      | +1 | +56                           |
| رمز الإنترنت                                              | .us، حكومة، .mil، Edu.                                                                                            | .cl                           |
| المنطقة الزمنية                                           | توقيت ساموا الأمريكية، توقيت أطلنطي موحد، منطقة زمنية وسطى، توقيت ألاسكا ‏، المنطقة الزمنية الجبلية، توقيت تشامرو ‏ | 00، 00، 00، 00                |

## مدن متوأمة
في ما يلي قائمة باتفاقيات التوأمة بين مدن أمريكية وتشيلية:
- ترتبط ماونت بليزانت مع فالديفيا باتفاقية توأمة.
- ترتبط ميلبراي مع لا سيرينا باتفاقية توأمة.
- ترتبط هيلو مع لا سيرينا باتفاقية توأمة.
- ترتبط بيلينغام مع بونتا أريناس باتفاقية توأمة.
- ترتبط ماغادالينا مع San Pedro de Atacama [الإنجليزية]‏ باتفاقية توأمة.
- ترتبط منيابولس مع سانتياغو باتفاقية توأمة منذ 1 أكتوبر 2014.[17][17][18][18]
- ترتبط غراند رابيدز مع بارال باتفاقية توأمة.
- ترتبط سان فرانسيسكو مع فالبارايسو باتفاقية توأمة منذ 1970.
- ترتبط ميامي مع سانتياغو باتفاقية توأمة منذ 1 نوفمبر 1990.
- ترتبط مقاطعة ميامي داد مع إيكويكو باتفاقية توأمة.
- ترتبط ساوساليتو مع فينيا ديل مار باتفاقية توأمة.
- ترتبط تاكوما مع فالديفيا باتفاقية توأمة.
- ترتبط لونغ بيتش مع فالبارايسو باتفاقية توأمة منذ 7 أكتوبر 1963.[19][19]

## منظمات دولية مشتركة
يشترك البلدان في عضوية مجموعة من المنظمات الدولية، منها:
| علم المنظمة | اسم المنظمة                                      | تاريخ انضمام الولايات المتحدة | تاريخ انضمام تشيلي |
| ----------- | ------------------------------------------------ | ----------------------------- | ------------------ |
|             | وكالة ضمان الاستثمار متعدد الأطراف               | 12 أبريل 1988                 | 12 أبريل 1988      |
|             | الاتحاد الدولي للاتصالات                         | 1 يوليو 1908                  | 1908               |
|             | يونسكو                                           | 4 نوفمبر 1946                 | 7 يوليو 1953       |
|             | الأمم المتحدة                                    | 24 أكتوبر 1945                | 24 أكتوبر 1945     |
|             | مؤسسة التمويل الدولية                            | 20 يوليو 1956                 | 15 أبريل 1957      |
|             | منظمة الشرطة الجنائية الدولية                    | ?                             | ?                  |
|             | الاتحاد البريدي العالمي                          | ?                             | ?                  |
|             | منظمة حظر الأسلحة الكيميائية                     | ?                             | ?                  |
|             | منظمة التجارة العالمية                           | ?                             | ?                  |
|             | منظمة التعاون الاقتصادي والتنمية                 | ?                             | ?                  |
|             | المركز الدولي لتسوية المنازعات الاستشارية        | 14 أكتوبر 1966                | 24 أكتوبر 1991     |
|             | البنك الدولي للإنشاء والتعمير                    | 27 ديسمبر 1945                | 31 ديسمبر 1945     |
|             | منتدى التعاون الاقتصادي لدول آسيا والمحيط الهادئ | 6 نوفمبر 1989                 | 11 نوفمبر 1994     |
|             | مؤسسة التنمية الدولية                            | 24 سبتمبر 1960                | 30 ديسمبر 1960     |
|             | المنظمة الهيدروغرافية الدولية                    | ?                             | ?                  |
|             | الفريق المعني برصد الأرض                         | ?                             | ?                  |

## أعلام
هذه قائمة لبعض الشخصيات التي تربطها علاقات بالبلدين:
- خورخي غارسيا (28 أبريل 1973[29] – )
- دانييلا مونيه (1 مارس 1989[30] – )

## وصلات خارجية
- موقع وزارة الخارجية الأمريكية
- موقع وزارة الخارجية التشيلية